# سياسات الاحتباس الحراري

تصف سياسة المناخ الأنشطة والتدابير التي اتخذت بما يتعلق في ظاهرة الاحتباس الحراري. سياسة المناخ ذات الصلة هي اعتراف بأن الإنسان مسؤول عن انبعاثات الغازات الدفيئة التي تسبب ارتفاع درجة حرارة الغلاف الجوي عموما. غالبا ما يطلق على تأثير ظاهرة الاحتباس الحراري عن طريق الخلط بين هذه الظاهرة وآلية.
يوجد تضافر جهود كبيرة في السياسة الدولية للمناخ في المفاوضات بشأن المعاهدات الملزمة بين الدول.إحدى هذه المعاهدات كانت حول حصص انبعاث غاز ثاني أكسيد الكربون والتي تدعى الحصص المناخية. الأساس العلمي الرئيسي للسياسة الدولية للمناخ هي التقارير المقدمة من اللجنة الدولية للتغيرات المناخية. والموضوع الرئيسي هنا هو استبدال الوقود الأحفوري في الصناعة والنقل إلى مصادر الطاقة المتجددة وطرق حفظ الطاقة. وفي درجة أقل إزالة ثنائي أكسيد الكربون وإدارة أفضل للموارد الكربونية التي على شكل النفط والغابات وذلك في سياق سياسات المناخ.
نجد العديد من المواقف في السياسة المناخية. الموقف الأكثر انتشارا في أوروبا هو الحد من انبعاثات الغازات الدفيئة، وذلك تخفيض ثاني أكسيد الكربون، ينبغي الحد منه لتجنب الارتفاع الحراري الشديد لمناخ الأرض. بعض الحكومات—وبعض الجماعات السياسية في كثير من البلدان—ومع ذلك تأخذ موقف سلبي من سياسة المناخ، أي أنها لن تنفذ أي تدابير في السياسة المناخية. وهذا ينطبق أولا وقبل كل شيء في الولايات المتحدة الأمريكية، بدعم خاص من المملكة العربية السعودية وأستراليا. 
وفقا للباحثي في مجال المناخ «عدم وجود سياسة المناخ ستؤدي إلى الدمار والخسائر في الأرواح نتيجة لمزيد من عدم الاستقرار في الطقس وارتفاع منسوب مياه البحر الذي سيرتفع بشكل كبير خلال العقود القليلة القادمة»
تولدت سياسات الاحتباس الحراري المتشابكة نتيجة عدة عوامل ناجمة عن اعتماد الاقتصاد العالمي على الوقود الأحفوري الباعث لثاني أكسيد الكربون (CO2)، وعدة عادات أخرى تتسبب في انبعاث الغازات الدفيئة مثل ثاني أكسيد الكربون والميثان وثاني أكسيد النيتروجين (معظمه ناتج عن الزراعة) التي تتسبب في ظاهرة الاحترار العالمي – مما يجعل الاحترار العالمي تحديًا بيئيًا غير تقليدي.

## نظرة عامة
1. تداعيات الاحترار العالمي على جميع جوانب اقتصاد الأمم: يعتمد اقتصاد الغالبية الساحقة من العالم على مصادر الطاقة أو أساليب الصناعة التي تتسبب في انبعاث الغازات الدفيئة خلال جميع مراحل الإنتاج، والنقل، والتخزين، والتوصيل، والتصريف. يُجمع معظم العلماء على وجود صلة بين انبعاث غاز ثاني أكسيد الكربون والاحترار العالمي. تمس تلك الصلة الوثيقة بين الاحترار العالمي والنشاط الاقتصادي جميع جوانب اقتصاد الدول والأوطان.
2. عدم توفر بدائل تكنولوجية متقدمة لإنتاج الطاقة بشكل كافٍ: تؤثر وفرة الوقود الأحفوري وتكلفته الزهيدة سلبًا على تطوير تكنولوجيا إنتاج الطاقة المتقدمة التي من شأنها أن تستبدل الوقود الأحفوري – إذ أن 91% من إنتاج الطاقة العالمي في عام 2010 مُستمد من تكنولوجيا الوقود الأحفوري والوقود غير المحايد للكربون. فمن غير المحتمل إذًا أن دول العالم النامية والمتقدمة سوف تتقبل تلك السياسات التي قد تضر بنشاطها الاقتصادي أو فرص تنميتها الاقتصادية في حالة عدم وجود مصادر طاقة بديلة ملائمة ومجدية من حيث التكلفة.
3. التحول الصناعي في العالم النامي: كلما تحولت الدول النامية إلى دول صناعية ارتفع احتياجها إلى الطاقة. وبالنظر إلى أن تكنولوجيا إنتاج الطاقة الحالية تنتج غاز ثاني أكسيد الكربون، فسوف يؤدي هذا التحول الصناعي إلى زيادة انبعاث هذا الغاز في الدول النامية في ذات الوقت الذي يحث فيه المجتمع العلمي ومؤسسات الحوكمة العالمية وجماعات الضغط على تقليص انبعاثات ثاني أكسيد الكربون. في حالة عدم توفر مصادر طاقة بديلة فعالة فسوف تعتبر الدول النامية قضية الاحترار العالمي بمثابة عائق أمام التنمية الاقتصادية غير المقيدة.
4. انتقاء معيار القياس (الشفافية) والإحساس بالمسؤولية أو القدرة على الرد: تتجادل دول العالم بشأن معايير القياس الصحيحة لانبعاثات الغازات الدفيئة مثل: قياس الانبعاثات الكلية سنويًا، أو الانبعاثات الكلية سنويًا لكل نسمة، أو انبعاثات غاز ثاني أكسيد الكربون فقط، أو الانبعاثات الناجمة عن إزالة الغابات، أو انبعاثات المواشي أو حتى الانبعاثات الكلية على مدار التاريخ. يتميز انبعاث ثاني أكسيد الكربون بأنه غير متساوي بين جميع الدول، وتواجه تلك الدول صعوبة في تحديد من هو المسؤول عن تقليص الانبعاثات وأي مرحلة من مراحل التنمية الصناعية يجب أن تخضع لتلك الالتزامات.
5. الدول النامية المستضعفة وآثار انبعاثات الدول المتقدمة: تلقي بعض الدول النامية باللوم على الدول المتقدمة بدعوى أنها السبب وراء كارثة الاحترار العالمي من البداية نظرًا إلى أن تلك الدول هي المسؤولة عن معظم انبعاثات ثاني أكسيد الكربون على مدار القرن العشرين، ولذا تشعر الدول المستضعفة أن مسؤولية حل المشكلة تقع على عاتق الدول المتقدمة.
6. 6.     نماذج الحوكمة العالمية المعتمدة على توافق الآراء: مؤسسات الحوكمة العالمية التي ظهرت في القرن العشرين هي عبارة عن منتديات تداولية قائمة على توافق الآراء، ولكن الموافقة الجماعية صعبة المنال، وحتى إن تحققت فلمامًا ما يُعمل بها.
7. 7.     أجهزة الضغط السياسي الخاصة بأصحاب المصالح الخاصة: تتسبب أجهزة أصحاب المصالح الخاصة للضغط السياسي التي تتمتع بتمويل وتنظيم جيد في تضخيم ومفاقمة التحديات التي تحول دون حل المشكلة (مثل أجهزة الضغط السياسي المنحازة للوقود الأحفوري وغيرها من المصالح الخاصة).
8. 8.     تسييس علم المناخ: على الرغم من إجماع العلماء على حقيقة الاحترار العالمي وتأثيراته المحتملة، إلا أن بعض مجموعات المصالح الخاصة تحاول طمس الحقائق والاستهانة بالمشكلة من جهة، ومن جهة أخرى يعمل البعض الآخر على تضخيم آثار الاحترار العالمي المحتملة ودق ناقوس الخطر. تؤدي جميع الأطراف المشاركة في مثل هذه الأفعال إلى استفحال تسييس العلوم الكامنة وراء الاحترار العالمي، وينتج عن ذلك التعتيم على الحقيقة وراء مشكلة الاحترار العالمي.

تشمل المجالات المُستهدفة من قِبل سياسات الاحترار العالمي: التكيف مع الاحترار العالمي، والحد من وطأته، والتمويل، والتكنولوجيا، والتحكم في الخسائر؛ وجميعها جوانب مدروسة وموصوفة كميًا بشكل جيد، ولكن خطورة مشكلة الاحترار العالمي مصحوبةً بتبعياتها التي تمس جميع جوانب مصالح الأمم الاقتصادية تثقل كاهل المؤسسات العالمية الراسخة القائمة على الطواعية بنسبة كبيرة، والتي تطورت بشكل ملحوظ على مدار القرن الماضي. فقد عجزت تلك المؤسسات عن إعادة تشكيل نفسها ومواكبة التطورات بسرعة كافية للتعامل مع هذا التحدي الفريد. أدت العوامل المتمثلة في الدول سريعة النمو التي تعتبر مصادر الطاقة التقليدية وسيلة لتأجيج نموها، وجماعات الضغط السياسي المناصرة للبيئة، ونمط إنتاج الطاقة بالوقود الأحفوري المترسخ الذي تدافع عنه أجهزة ضغط سياسي متطورة ومكتملة إلى استقطاب سياسة الاحترار العالمي بدرجة متطرفة. وما يزيد الطين البلة هو انعدام الثقة المتبادل بين الدول النامية والدول المتقدمة في معظم المؤتمرات العالمية التي تسعى إلى معالجة القضية. أدى قدوم الإنترنت وتطور تكنولوجيا الإعلام كذلك إلى تعقيد الأمور بدرجة أكبر من خلال ظهور المدونات الإلكترونية وغيرها من الآليات التي تبث معلومات تساهم في النمو الأسي للإنتاج، إلى جانب انتشار عدة وجهات نظر متضاربة تجعل تنمية وجهات النظر الموضوعية وترويجها داخل أوساط النقاش والدوائر السياسة الضخمة أمرًا مستحيلًا.

## تحدي بيئي غير تقليدي
تنطوي التحديات البيئية التقليدية بصورة عامة على مجموعة صغيرة من الصناعات التي تنتج منتجات أو خدمات لمجموعة محدودة من المستهلكين بطريقة تضر البيئة بشكل واضح. على سبيل المثال، قد تؤدي أعمال التنقيب عن الذهب إلى تسريب ناتج كيميائي ثانوي خطير إلى الممرات المائية مما يؤدي إلى نفوق الأسماك التي تعيش فيها؛ يمثل ذلك ضررًا بيئيًا واضحًا. أما ثاني أكسيد الكربون فهو غاز موجود بصورة طبيعية، وليس له لون أو رائحة، وهو ضروري من أجل استمرار المحيط الحيوي. ينبعث ثاني أكسيد الكربون من جميع الحيوانات، وتستخدمه النباتات والطحالب في بناء هيكلها الجسدي. تحتجز النباتات المدفونة منذ عشرات ملايين السنين عنصر الكربون في صورة الفحم والنفط والغاز الذين تعتبرهم المجتمعات الصناعية الحديثة عناصر ضرورية لقوام النشاط الاقتصادي. تُستمد نسبة 80% أو أكثر من طاقة العالم من مصادر الطاقة الأحفورية الباعثة لثاني أكسيد الكربون، ونسبة 91% أو أكثر من طاقة العالم مستمدة من مصادر غير محايدة للكربون (أي أنها تؤدي إلى انبعاث ثاني أكسيد الكربون بطريقة أو بأخرى). يعزي العلماء زيادة نسبة ثاني أكسيد الكربون في الغلاف الجوي إلى الانبعاثات الصناعية، ويتفق العلماء على أن زيادة نسبة هذا الغاز تؤدي إلى الاحترار العالمي. تساهم العوامل المتمثلة في اعتماد الاقتصاد العالمي على الوقود الأحفوري وصعوبة فهم النظريات العلمية التي تفسر الاحترار العالمي وتدخل أصحاب المصالح الخاصة العديدة إلى جعل الاحترار العالمي تحديًا بيئيًا غير تقليدي.

## ثاني أكسيد الكربون واقتصاد الأمم
تعتمد الغالبية الساحقة من الدول المتقدمة على مصادر الطاقة الباعثة لثاني أكسيد الكربون في الأجزاء الكبرى من نشاطها الاقتصادي. يهيمن الوقود الأحفوري بصورة عامة على المجالات الاقتصادية التالية:
- الزراعة (صناعة الأسمدة، والري، والحرث، والبذر، والحصاد، ومبيدات الآفات).
- النقل والتوزيع (السيارات، والسفن، والقطارات، والطائرات).
- التخزين (تشغيل الثلاجات والمستودعات).
- الدفاع القومي (الجيوش، والدبابات، والطائرات العسكرية، وصناعة الذخائر).

إلى جانب ذلك تهيمن مصادر الطاقة الباعثة لثاني أكسيد الكربون بأضعاف الدرجة السابقة على المرافق المسؤولة عن إنتاج الكهرباء للخدمات التالية:
- التسخين والتبريد.
- التثليج.
- إنتاج المنتجات.
- الحوسبة والاتصال عن بعد.

قد تؤثر ذروة النفط على الجغرافيا السياسية بدرجة ملحوظة.

## سياسات بعض الدول

### أستراليا
وقعت أستراليا رسميا على التصديق على اتفاقية كيوتو، وبعد أن تولت حكومة جديدة زمام السلطة في 3 كانون الأول 2007.اعترض اثنان في الائتلاف الحكومي على التصديق على المعاهدة، قائلة انها لا تأثير مبرر لها، وخصوصا بأن بلدان مثل الصين والهند والولايات المتحدة لم تكن طرفا فيه

### كندا
وافقت الحكومة الليبرالية الكندية خلال سنة 1990 على كيوتو أثنان ولكن زادت انبعاثات الغازات الدفيئة خلال بقائهم في الحكم، وفعلوا القليل لتحقيق أهداف كيوتو. أما حاليا فإن حكومة كندا تتبع للمحافظين وقد ادعت أنه بسبب زيادة انبعاثات منذ عام 1990، فإنه من المستحيل واقعيا تلبية أهداف كيوتو ومحاولة القيام بذلك سيكون كارثيا بالنسبة للاقتصاد الكندي. رئيس الوزراء الحالي ستيفن هاربر قد اتخذ موقفا متصلبا في ترك كيوتو والعمل على وضع خطة مختلفة للمناخ. وبالتالي، فإن هذه المسألة قد أصبحت شيئا من كعب أخيل بالنسبة للحكومة في الأشهر الأخيرة. سارع الحزب الليبرالي في إدانته للحكومة ولكن تم اتهامه باستخدام الاحترار العالمي لأغراض سياسية.

### اليابان
تستعد اليابان بقوة لاتخاذ اجراءات في الصناعة من أجل تخفيضات كبيرة في انبعاث الغازات المسببة للاحتباس الحراري، وقد أخذ زمام المبادرة في بلد يكافح للوفاء بالتزاماته بموجب معاهدة كيوتو.

### الولايات المتحدة الأمريكية
لم توافق الولايات المتحدة على توقيع اتفاقية كيوتو للحد من انبعاثات الغازات الدفيئة على الرغم من أنها أكثر دولة تقوم ببعث هذه الغازات

### روسيا
وقعت روسيا على بروتوكول كيوتو في تشرين الثاني 2004 بعد التوصل إلى اتفاق مع الاتحاد الأوروبي حول عضوية منظمة التجارة العالمية. تصديق روسيا على إكمال متطلبات المعاهدة لكي تدخل حيز النفاذ، على أساس أن تحد 55 ٪ من انبعاثات الغازات المسببة للاحتباس الحراري العالمي.

### المملكة المتحدة
قامت حكومة المملكة المتحدة بتكليف ستيرن إلى البحث عن الآثار الاقتصادية المترتبة على تغير المناخ. صدر التقرير في تشرين الأول 2006. قيم توني بلير التقرير على أنه يظهر أن الأدلة العلمية لظاهرة الاحتباس الحراري "دامغة" ولها عواقبه "كارثية". واضاف "لا نستطيع ان ننتظر خمس سنوات نحن ببساطة لا نملك الوقت. ونحن نقبل وعلينا أن تذهب أبعد من ذلك